# (4150) Starr
Pour les articles homonymes, voir Starr.
(4150) Starr est un astéroïde de la ceinture principale.

## Description
(4150) Starr est un astéroïde de la ceinture principale. Il fut découvert par Brian A. Skiff le 31 août 1984 à Flagstaff (observatoire Lowell). Il présente une orbite caractérisée par un demi-grand axe de 2,2325 UA, une excentricité de 0,1671 et une inclinaison de 3,1960° par rapport à l'écliptique.
Il fut nommé en hommage à Ringo Starr, batteur du groupe britannique de musique rock « Les Beatles ».

## Compléments